# Nova Zelândia nos Jogos Olímpicos de Verão de 1976
A Nova Zelândia competiu nos Jogos Olímpicos de Verão de 1976, realizados em Montreal, Canadá.